# Herbert Kalb

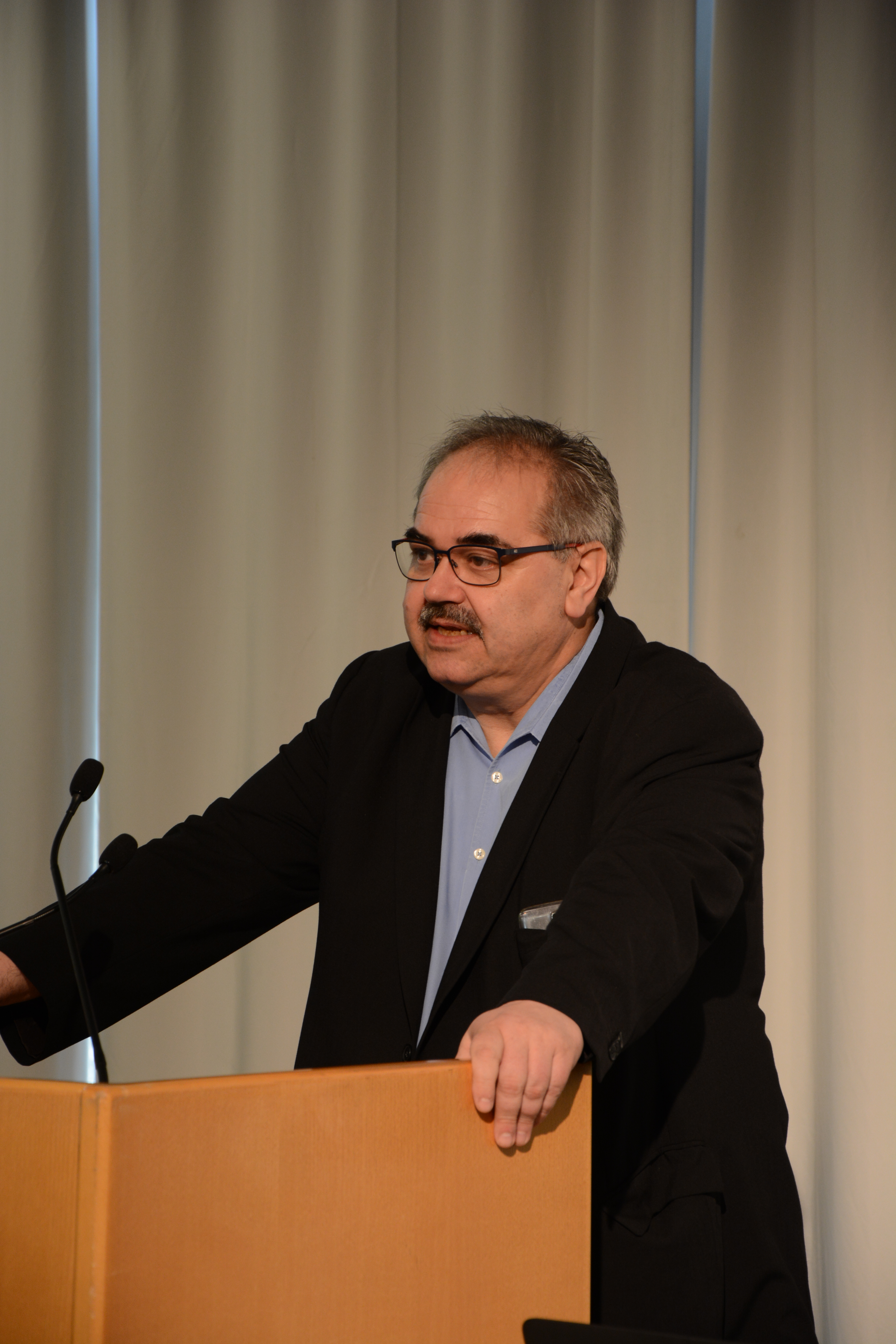
Herbert Kalb (2015)

Herbert Kalb (* 25. Juli 1957 in Feldkirch, Vorarlberg) ist ein österreichischer Rechtswissenschaftler und emeritierter Professor für Rechtsgeschichte sowie (Staats)kirchenrecht an der Johannes Kepler Universität (JKU) Linz. Er war Vorstand des Instituts für Kanonistik, Europäische Rechtsgeschichte und Religionsrecht.

## Leben
Herbert Kalb studierte Geschichte, Germanistik und Rechtswissenschaften an der Universität Innsbruck, an der er 1981 promoviert wurde und als Universitätsassistent am Institut für Kirchenrecht und Rechtsphilosophie der Rechtswissenschaftlichen Fakultät tätig war. 1990 habilitierte er sich und wurde an die Rechtswissenschaftliche Fakultät der JKU berufen.
Er leitete das Institut für Kanonistik, Europäische Rechtsgeschichte und Religionsrecht und die Abteilung für Politikwissenschaft, Rechtsethik und Rechtsphilosophie am Institut für Staatsrecht und Politische Wissenschaften.
Seine Arbeits- und Forschungsschwerpunkte sind Rechtsgeschichte, (Staats)kirchenrecht und Rechtsphilosophie.

## Preise
- Kardinal-Innitzer-Förderungspreis für Theologie (1990)
- Preis der Otto Seibert Stiftung (1987)
- Preis des Fürstentums Liechtenstein (1984)

## Schriften (Auswahl)
- mit Anita Ziegerhofer, Thomas Olechowski (Hrsg.): Der Vertrag von St. Germain. Kommentar. Manz, Wien 2019.
- mit Ursula Floßmann, Karin Neuwirth: Österreichische Privatrechtsgeschichte. Verlag Österreich, Wien 2019.
- Laesio enormis im gelehrten Recht. Kanonistische Studien zur Läsionsanfechtung. Verband der Wiss. Ges. Österreichs, Wien 1992, ISBN 3-85369-895-6.
- Studien zur Summa Stephans von Tournai. Ein Beitrag zur kanonistischen Wissenschaftsgeschichte des späten 12. Jahrhunderts (= Forschungen zur Rechts- und Kulturgeschichte. Bd. 12). Wagner, Innsbruck 1983, ISBN 3-7030-0119-4.